# Шнеккенхаузен
Шнеккенхаузен (нем. Schneckenhausen) — община в Германии, в земле Рейнланд-Пфальц. 
Входит в состав района Кайзерслаутерн. Подчиняется управлению Оттерберг.  Население составляет 611 человек (на 31 декабря 2010 года). Занимает площадь 3,71 км².
Название Шнеккенхаузен происходит от слов Schnecke — улитка и hausen — дома, т. е. улиточные дома.